# جانینا یوسفیان
جانینا یوسفیان (زادهٔ ۱۹ نوامبر ۱۹۸۲) یک فعال تلویزیونی ایرانی-آلمانی و یک مدل سابق است. او زادهٔ تهران است.

## زندگی‌نامه
جانینا یوسفیان در ۱۵ سالگی به همراه پدر و مادرش از ایران به هامبورگ مهاجرت کرد. او به عنوان یک آرایشگر آموزش دید و در سال ۲۰۰۰ از طریق رابطه با یک تهیه‌کننده موسیقی به نام دیتر بولن شناخته شد. بعدها روزنامه بیلت ادعا کرد هر دوی آنها در یک مغازه فرش فروشی دستگیر شده‌اند. در نتیجه این حادثه عجیب، به او لقب «فرش شلوغ» را دادند.
در ژانویه ۲۰۰۱، او برای نسخه آلمانی مجله مردانه پلی‌بوی به عنوان یک مدل عکس گرفت. او همچنان به صورت محدود به عنوان یک مدل کار می‌کند. از اوت ۲۰۱۳ او در لیست "رویداد ملکه‌های واقعی" دیده می‌شود. در سال ۲۰۱۴ او در رویداد «مشهورترین افراد» آلمان شرکت کرد. در همان سال او یک عکسبرداری دیگر از خود برای نسخه ماه سپتامبر مجله پلی بوی آلمان انجام داد.
در فوریه ۲۰۱۵، کانال تلویزیونی وکس پخش سریال خداحافظ آلمان در مورد رونالد شیل را پخش کرد که یوسفیان نیز در آن سریال به عنوان هنرپیشه شرکت کرد. در مارس ۲۰۱۵ او در فیلم مستند «ملکه خرید افراد مشهور» و در اکتبر ۲۰۱۶ در یک برنامه دوستیابی تلویزیونی، به جلوی دوربین‌ها رفت.
در ژانویه ۲۰۲۲ او در من یک برنامه تلویزیونی با نام «من یک سلبریتی هستم» شرکت کرد. در آن برنامه او مجبور شد به دلیل یک اضحار نظر نژادپرستانه برنامه را زودتر ترک کند. یوسفیان اکنون یک فروشنده لباس زیرهای مُد است و یک فروشگاه اینترنتی را مدیریت می‌کند.

## برنامه‌های تلویزیونی
- ۲۰۱۳: ملکه‌های واقعیت در سافاری
- ۲۰۱۴: برادر بزرگ مشهور
- ۲۰۱۵: خداحافظ آلمان!
- ۲۰۱۵: ملکه خرید افراد مشهور
- ۲۰۱۵: به من کمک کن!
- ۲۰۱۶: آدم به دنبال حوا است (برنامه دوستیابی)
- ۲۰۲۲: من یک سلبریتی هستم

## پیوندهای مرتبط
- جانینا یوسفیان در imdb
- وبگاه جانینا یوسفیان